# Rhagodoca baringona
Rhagodoca baringona är en spindeldjursart som beskrevs av Roewer 1933. Rhagodoca baringona ingår i släktet Rhagodoca och familjen Rhagodidae. Inga underarter finns listade i Catalogue of Life.